# Сремский округ

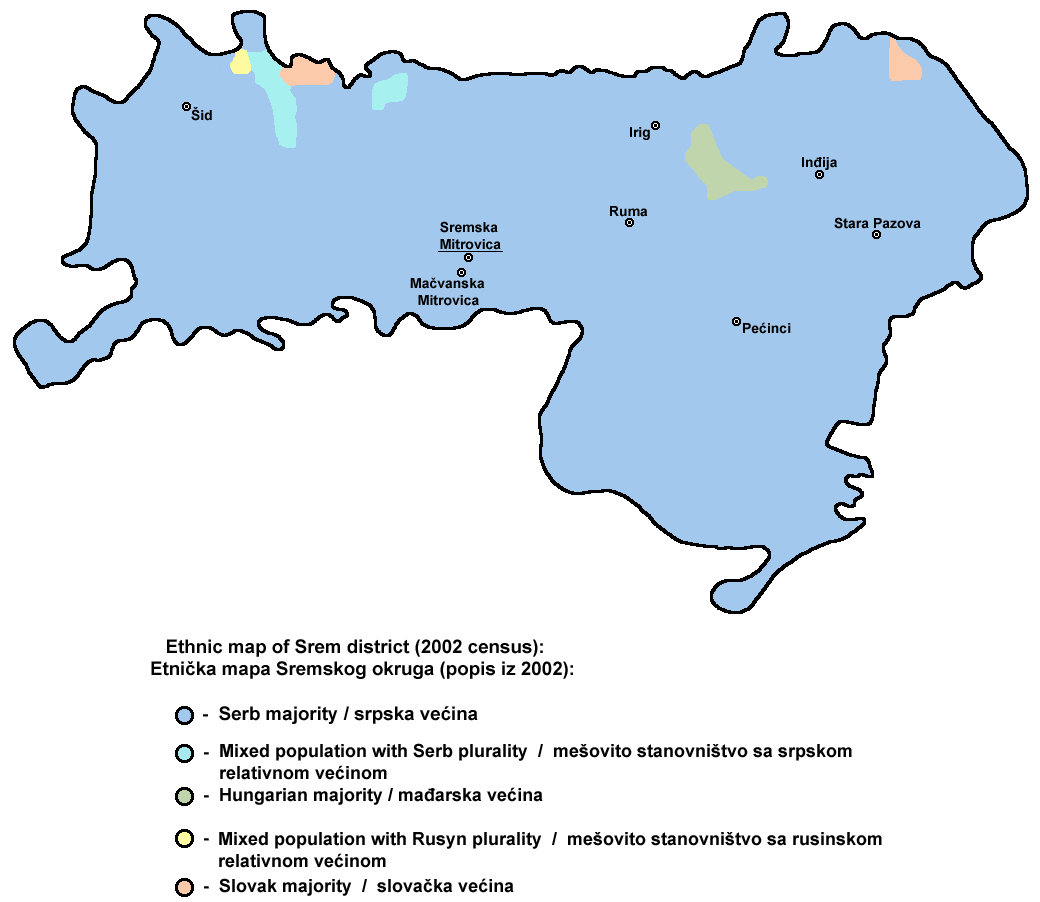
Этническая карта округа

Сремский округ (серб. Сремски управни округ) — один из семи округов автономного края Воеводина Сербии. Расположен на юго-западе Воеводины, в восточной части историко-географической области Срем, также небольшая территория на юге округа находится в северной части историко-географической области Мачва. Население составляет 312 278 человек (2011 год).
Административный центр — город Сремска-Митровица.
Площадь территории округа 3485 км². Административно разделён на 7 общин:
| № | Община            | Административный центр, город | Площадь общины, км² | Население, чел. (2007) |
| - | ----------------- | ----------------------------- | ------------------- | ---------------------- |
| 1 | Сремска-Митровица | Сремска-Митровица             | 762                 | 83 205                 |
| 2 | Шид               | Шид                           | 687                 | 36 423                 |
| 3 | Инджия            | Инджия                        | 385                 | 48 944                 |
| 4 | Ириг              | Ириг                          | 230                 | 11 595                 |
| 5 | Рума              | Рума                          | 582                 | 57 713                 |
| 6 | Стара-Пазова      | Стара-Пазова                  | 351                 | 71 931                 |
| 7 | Печинци           | Печинци                       | 489                 | 22 055                 |

В округе 109 населённых пунктов, из них 7 городов и 102 села.
Крупнейшие этнические группы, по переписи 2011 года:
- сербы — 265 272 (84,95 %);
- хорваты — 8758 (2,80 %);
- словаки — 8154 (2,61 %);
- югославы — 1222 (0,39 %);
- венгры — 3789 (1,21 %);
- цыгане — 5488 (1,76 %);
- русины — 1689 (0,54 %);
- украинцы — 1055 (0,34 %);